# Siemirowice
Siemirowice (dodatkowa nazwa w j. kaszub. Szemrejce) – wieś na północno-zachodnim skraju Pojezierza Kaszubskiego w Polsce położona w województwie pomorskim, w powiecie lęborskim, w gminie Cewice.
W latach 1975–1998 miejscowość administracyjnie należała do województwa słupskiego.
Na terenie wsi znajduje się osiedle mieszkaniowe dla rodzin lotników z sąsiadującego od 1956 lotniska wojskowego, na którym stacjonował do rozwiązania 3 Kaszubski Dywizjon Lotniczy. Obecnie Siemirowice są lotniskiem macierzystym 44 Bazy Lotnictwa Morskiego Marynarki Wojennej.

## Historia
Pierwsza wzmianka o wsi pochodzi z 1377 roku. Wtedy była to wieś panków kaszubskich, leżąca w rejonie pradawnego osadnictwa. Do momentu opanowania Pomorza Gdańskiego przez Krzyżaków wieś stanowiła część Ziemi Białogardzkiej. Od utraty znaczenia Białogardy podlegała pod nowy ośrodek władzy lokalnej w Lęborku. Od tego czasu historia i przynależność terytorialna wsi pokrywają się z historią „Ziemi Lęborskiej”. Inne, historyczne warianty nazewnicze miejscowości Schemirowitz, Schemirowitcz i niem. Schimmerwitz.

## Atrakcje
W pobliskim lesie, w kierunku Oskowa znajduje się około 70 kurhanów kultury łużyckiej.